# ناين ميوسز
ناين ميوزيس (بالكورية: 나인뮤지스، وأحيانًا تُكتب 9Muses) كانت فرقة فتيات كورية جنوبية تأسست في عام 2010 تحت إشراف وكالة ستار إمباير إنترتينمنت. ضمت الفرقة إجمالي أربعة عشر عضوًا سابقًا هم: جيكيونغ، بيني، رانا، لي سوم، سيرا، أونجي، إيرين، مينها، هيونا، سونغا، جيونغري، هاي مي، سوجين، وكيم جو، حيث كان الأعضاء الأربعة الأخيرين جزءًا من التشكيلة النهائية للفرقة في آخر ألبومين لها.
بدأت الفرقة بمسيرة غير ناجحة مع أغنيتها "نو بلاي بوي"، لكن التشكيلة تغيرت مع إصدار أغنيتهم الراجعة "فيغارو" التي دخلت قائمة أفضل 100 في بيلبورد. فيما بعد، حققت الفرقة نجاحًا ملحوظًا مع أغنية "نيوز" والألبوم المصغر سويت رينديفو، حيث تصدرا المركز السادس في قوائم الموسيقى. ومع انضمام أعضاء جدد، أصدرت الفرقة ألبومات متابعة مثل وايلد، دولز، بريما دونا، بالإضافة إلى الأغنية الرقمية "غلو" التي حازت المرتبتين الرابعة والتاسعة في التصنيفات.
بعد فترة توقف استمرت عامًا في 2014، عادت الفرقة بتشكيلة جديدة مع ألبوم درايا في يناير 2015، تلاه ألبوم ناين ميوزيس إس/إس إيديشن وألبوم لوست. وفي فبراير 2019، تم الإعلان عن تفكك الفرقة بعد انتهاء عقود ثلاثة من أعضائها السابقين وهم: سوجين، هاي مي، وكيم جو.

## قبل الظهور
قامت الفرقة قبل الظهور الرسمي بغناء أغنية "Give Me" لمسلسل "Prosecutor Princess" مع المغنية سو ان يونغ، أيضا قامت العضوة مينها بالظهور في الفيديو الموسيقي لأغنية "All Day" لفرقة زي:إي وقد أكتسبت الفرقة شعبية بعد ذلك.

## تاريخ الفرقة

### 2010: الظهور وإطلاق الألبوم المصغر الأول
أصدرت الفرقة رسميا ألبومهم المصغر الأول Let's Have a Party في 12 أغسطس 2010 ويتضمن الأغنية الرئيسية No Playboy الذي قام بتأليفها Rainstone وتلحينها من قبل Park Jin Young , بعد مغادرة جاكيونغ للفرقة لتصبح عارضة أزياء تم إضافة العضوة هيونا واستكملت الفرقة ترويجاتها لأغنية Ladies , في 26 ديسمبر تم الأعلان أن الفرقة تستعد لظهور في اليابان رسمياً وبدأ الظهور بأداء في حفل مع فرقة V.O.S و ZE:A .

### 2011: خروج العضوات وإصدار Figaro
في 9 يونيو كشفت شركة الفرقة أن الفرقة سوف تصبح من 7 عضوات سيشكلون فرقة فرعية وهي لا تضم رانا وبيني وبعد أشهر من التوقف تم الإعلان عن رحيل بيني ورانا من الفرقة لإستكمال أنشطتهم الفردية لكنهم لم يخرجوا من الشركة. 

في 18 أغسطس تم الكشف عن الفيديو الموسيقي لأغنية Figaro , في سبتمبر سافرت الفرقة الإمارات العربية المتحدة للأداء مع المغنية سو أن يونغ وذالك في مهرجان يا سلام السنوي في أبوظبي وقاد قاموا بغناء أغاني الفرقة وفرق أخرى وقد حققت الحفلة نجاح باهراً في 30 نوفمبر شاركت الفرقة في عمل مشترك بعنوان Shooting Star مع فرقة ZE:A و JEWELRY والمغنية سو إن يونغ وبارك جونغ اه وفي 3 ديسمبر تم اختيار الفرقة كعارضات للعبة ‘Club M Star‘ التي صممت خصيصاً لهن.

### 2012: عضوة جديدة وألبوم معاد تجميعه
في 1 يناير تم الكشف عن صور أغنية News بمشاركة العضوة الجديدة كيونغري وفي 10 يناير تم الكشف عن الأغنية بعد هذه الأغنية إزدادت شهرة وشعبية الفرقة. 

في 20 فبراير قامت شركة الفرقة بالإعلان أن الفرقة سوف تعود في شهر مارس بأغنية جديدة، في 6 مارس تم الكشف عن دعاية أغنية Ticket من أول ألبوم معاد تجميعه وتم الكشف عن الأغنية في 8 مارس، في 2 أبريل تم اختيار الفرقة كسفراء لقناة Gyeongin المائية نظراً لأسلوب الفرقة الجذاب والجميل، في 7 أبريل تم الكشف عن العضوة التاسعة والأخيرة سونغ اه، في 25 مايو قامت الفرقة بإطلاق أغنية للحملة العسكرية بعنوان "My Youth’s Allegiance ", في 16 يوليو حضرت الفرقة حفل تعينهم سفراء لمعرض سيول للحرف اليدوية للعام 2012 في مركز COEX التجاري، في 15 أغسطس أصدرت الفرقة نسخة جديدة من أغنية Get Up بالاشتراك مع فرقة Rhythm Power , في 10 أكتوبر كشفت الفرقة عن اسم معجبيهم الرسمي وهو " Mine ".

### 2013: العودة مع Dolls و Wild و Gun و Glue
تم الإعلان رسميا ان الفرقة ستعود في 24 يناير مع 9 عضوات مؤكدة ان العضوة Sungah هي العضوة التاسعة، الاغنية الرئيسية لعودتهم ستكون من إنتاج فريق Sweetune وهو رابع تعاون للفرقة مع فريق Sweetune .

في 10 يناير اعلنت شركة الفرقة Star Empire ان الاغنية الرئيسية لعودتهم ستحمل اسم " Dolls " وستكون ضمن سينغل البوم.

في 22 يناير 2013 قامت الفرقة عرض عودتهم الخاص مع أغنية Dolls في قاعدة عسكرية وتلقت الفرقة ردود فعل حماسية وإيجابية من الجنود وبعد ان تم الإفراج عن الاغنية احتلت المركز 37 في مخطط Goan والمركز 11 في برنامج M!Countdown ثم انتقل مركز الفرقة إلى اعلى حد حيث وصل إلى المركز 17 في قائمة Goan وتعتبر Goan اعلى المخططات الكورية في المبيعات 

في 9 مايو تم إصدار الفيديو الموسيقي لأغنية Wild . وقد انتزعت الاغنية المركز الأول في مختلف المخططات الموسيقية لأول مرة في تاريخ الفرقة، 

و احتل البوم الفرقة المصغر المركز 32 في مخطط Goan وفي 14 مايو تصدر ألبومهم الي المركز 4 .

في 25 سبتمبر 2013 أعلن حساب الفرقة الرسمي في تويتر: «أن الفرقة ستعود قريبا مع أول ألبوم كامل لهم بعنوان Prima Donna بتاريخ 14 أكتوبر»
في 1 أكتوبر 2013 تم الإفراج عن دعاية العودة مع أغنية العودة " Gun " وفي 9 أكتوبر تم إصدار الأغنية والفيديو الموسيقي لها. 

في 4 ديسمبر أصدرت الفرقة أغنيتهم المنفردة بعنوان Glue وتم الترويج لها في البرامج الموسيقية والحفلات لمدة شهر واحد فقط، وبهذا تكون الفرقة عادت 4 مرات في سنة 2013 لتكون سنة نجاح عليهم.

### 2014: خروج العضوات والفرقة الفرعية ناستي ناستي
أعلنت شركتهم المدعوة Star Empire في 29 يناير: «قبل عطلة السنة القمرية الجديدة، قررت العضوتان لي سام وايونجي مغادرة فرقة ناين ميوسيس، الإثنتان كانوا جزءاً من الفرقة على مدى 4 سنوات الماضية ونحن نحترم رغباتهم في التركيز على نشاطتهم الفردية في مختلف الجوانب وقد قررنا السماح لهما بالخروج من الفرقة، وستواصل كل منها أنشطتهم في نفس الشركة على الرغم من خروجهم من الفرقة»، في 23 من يونيو من العام نفسه صدر خبر بأن سيرًا سوف تخرج من الشركة وقد خرجت من الفرقة والشركة بسبب انتهاء الفترة الزمنية لعقدها وقد كانت قد تغيبت قبل خروجها عن حضور بعض الحفلات، في 22 من أغسطس تم الإعلان عن إنشاء فرقة فرعية تدعى «ناستي ناستي» وتضم كيونغري من نايين ميوسيز وكيفين من زيا ومتدربة تدعى سوجين والأغنية من إنتاج المنتج Rado الذي أنتج سابقا أغاني لترويبل ميكر واي بينك، وتم إصدار الأغنية تاريخ 3 سبتمبر وقد شاركت العضوة مينها تجربتها لأول مرة في التمثيل في مسلسل «الفتى التاسع» وتابعت العضوات نشاطتهن الفردية دون أي عودة خلال 2014 .

### 2015: العودة مع Drama و Hurt Locker و Sleepless Night
في 8 يناير أعلنت الشركة أن الفرقة سوف تعود بعد انقطاع لمدة سنة مع ألبوم مصغر بعنوان Drama والذي صدر بتاريخ 23 يناير. في هذه العودة الفرقة أضافت عضوتين هما سوجين التي سبق وترسمت في الفرقة الفرعية ناستي ناستي وكيومجو متدربة جديدة. ناين ميوسيس قاموا بالعرض الأول لألبومهم في تاريخ 21 يناير مع خط جديد مكون 8 عضوات وقاموا بأداء أغنيتهم الجديدة «دراما» لأول مرة، العرض تم بثه بشكل مباشر على اليوتيوب.
في يوليو 2015 , أصدرت الفرقة رابع ألبوم مصغر لهم بعنوان S/S Edition مع أغنيتهم الرئيسية Hurt Locker. ثم تبعوه بإصدار خامس ألبوم مصغر لهم بعنوان "Lost" بتاريخ 24 نوفمبر.

### 2016: الحفل الأول وتغير الأعضاء وناين ميوسز أي
عقدت الفرقة حفلها الأول "Muse In The City\ميوس في المدينة) يوم 19 فبراير في قاعة وابوب في حديقة الأطفال الكبرى في سول وقاموا بعقد لقائين للمعجبين في الصين.
في 7 يونيو أعلنت الشركة أن عقود كل من مينها وإيرين الحصرية إنتهت وقررت كل واحدة منهما عدم تجديده والتخرج من الفرقة. تم الكشف أيضاً أن الفرقة تستعد للعودة في الصيف مع أول فرقة فرعية لهم مكونة من 4 عضوات، تسمى ناين ميوسيس أي مع الأعضاء كيونغري وهيمي وسوجين وكيومجو.
في 4 أكتوبر أعلنت ستار إمباير أن العقد الحصري الخاص بالعضوة هيونا قد إنتهى وقررت التخرج من الفرقة، وتم الكشف أن الفرقة ستواصل مع الأعضاء الخمسة المتبقين.

### 2017: توقف سونغ آه و Muses Diary Part.2: Identity و Muses Diary Part.3: Love City
استمرت فرقة ناين ميوسيس بأربعة عضوات بسبب توقف سونغ آه كي تواصل عملها كدي جي. أصدرت الفرقة ألبومهم مذكرات ميوسز الجزء الثاني: الهوية، الألبوم يحتوي على 6 أغاني منها أغنيتهم الرئيسية Remember.
عقدت الفرقة حفلها الثاني بعنوان حفل RE:MINE 2017 في 29 يوليو في قاعة بلويسكوير سامسونج في منطقة يونغسان في سول.
في 3 أغسطس أفرجت الفرقة عن أول ألبوم لهم معاد تجميعة بعنوان مذكرات ميوسز الجزء الثالث: مدينة الحب. هذا الألبوم يحتوي على 4 أغاني من ألبومهم السابق بالإضافة إلى أغنيتين جديتين منهما أغنيتهم الرئيسية «مدينة الحب».

## الأعضاء

### العضوات الحاليات
| الاسم   | الاسم الحقيقي | الموقع في الفرقة        |
| ------- | ------------- | ----------------------- |
| كيونغري | Park Kyung Ri | مغنية رئيسية            |
| هيمي    | Hyemi         | مغنية رئيسية            |
| سونغ اه | Son Sungah    | راقصة ومغنية            |
| سوجين   | Jo Sojin      | مغنية وراقصة ومغنية راب |
| كيمجو   | Lee Geumjo    | مغنية رئيسية والماكني   |

### العضوات السابقات
| الاسم    | الاسم الحقيقي  | سبب الخروج                                          |
| -------- | -------------- | --------------------------------------------------- |
| رانا     | Kim Ra Na      | لتصبح مذيعة                                         |
| جاكيونغ  | Jung Seo Young | لتصبح عارضة أزياء.                                  |
| بيني     | Lee Hye Bin    | لكي تركز على حياتها الشخصية                         |
| لي سام   | Lee Sam        | لكي تركز على أنشطتها الفردية.                       |
| ريو سيرا | Ryu Se Ra      | لتصبح مغنية منفردة.                                 |
| ايونجي   | Eunji          | لكي تركز على التمثيل والتقديم وعرض الأزياء.         |
| إيرين    | Lee Hye-min    | لكي تكمل أنشطتها المنفردة كعارضة وصاحبة متجر أزياء. |
| مينها    | Park Min-ha    | لكي تصبح ممثلة                                      |
| هيونا    | Moon Hyun-a    | لكي تصبح مغنية منفردة وتفتح شركتها الخاصة.          |

## الفرق الفرعية
- ناين ميوسيس أي (كيونغري وهيمي وسوجين وكيومجو)

## الألبومات والأغاني

### الألبومات
- 2010 : Let's Have a Party
- 2012 : Sweet Rendezvous .
- 2013 : Wild
- 2013 : Prima Donna
- 2015 : Drama
- 2015 : 9Muses S/S Edition
- 2015 : Lost
- 2017 : MUSES DIARY PART.2 : IDENTITY
- 2017 : MUSES DIARY PART.3 : LOVE CITY[6]

### الأغاني
- 2010: No Playboy[7]
- 2010: Ladies
- 2011 : Figaro
- 2012 : NEWS
- 2012 : Ticket
- 2013 : Dolls
- 2013 : Wild
- 2013 : Gun
- 2013 : Glue
- 2015 : Drama
- 2015 : Hurt Locker[3]
- 2015 : Sleepless Night
- 2017 : Remember
- 2017 : Love City[6]

### الحفلات والجولات الغنائية
- 2016 : ناين ميوسيس كونسيرت في فبراير.[8]
- 2016 : ميوس إن ذا ستي في الصين[9]
- 2016 : حفل ستار إمباير فاميلي في اليابان.[10]
- 2017 : حفل ري ماين \ Re:Mine.[11]

### الإعلانات
- مستحضرات تجميل Skunk .
- تلفاز LG بشاشة الكريستال.
- ماركة ملابس France .
- بطاطس Friends Fun الصينية.
- حديقة Woongjin للألعاب المائية.
- لعبة Three Kingdoms PK .

### الجوائز
| السنة | الجائزة |
| ----- | --- |
| 2010  | - Korean Beauty Design Expo – جائزة نجم الجمال المشهور - 18th Korean Culture Entertainment Awards - جائزة الجيل الجديد من المغنين الشعبين لدى المراهقين. |
| 2013  | - 8th Asian Model Festival Awards |
| 2016  | - Korean Entertainment Awards : أفضل فرقة فتيات |

## وصلات خارجية
- ناين ميوسز على موقع ميوزك برينز (الإنجليزية)
- ناين ميوسز على موقع ديسكوغز (الإنجليزية)

- الموقع الرسمي
- 9muses_[1]على تويتر.
- ناين ميوسز على إنستغرام

1. ↑  MusicBrainz (بالإنجليزية), MetaBrainz Foundation, QID:Q14005